# Edward Osóbka-Morawski

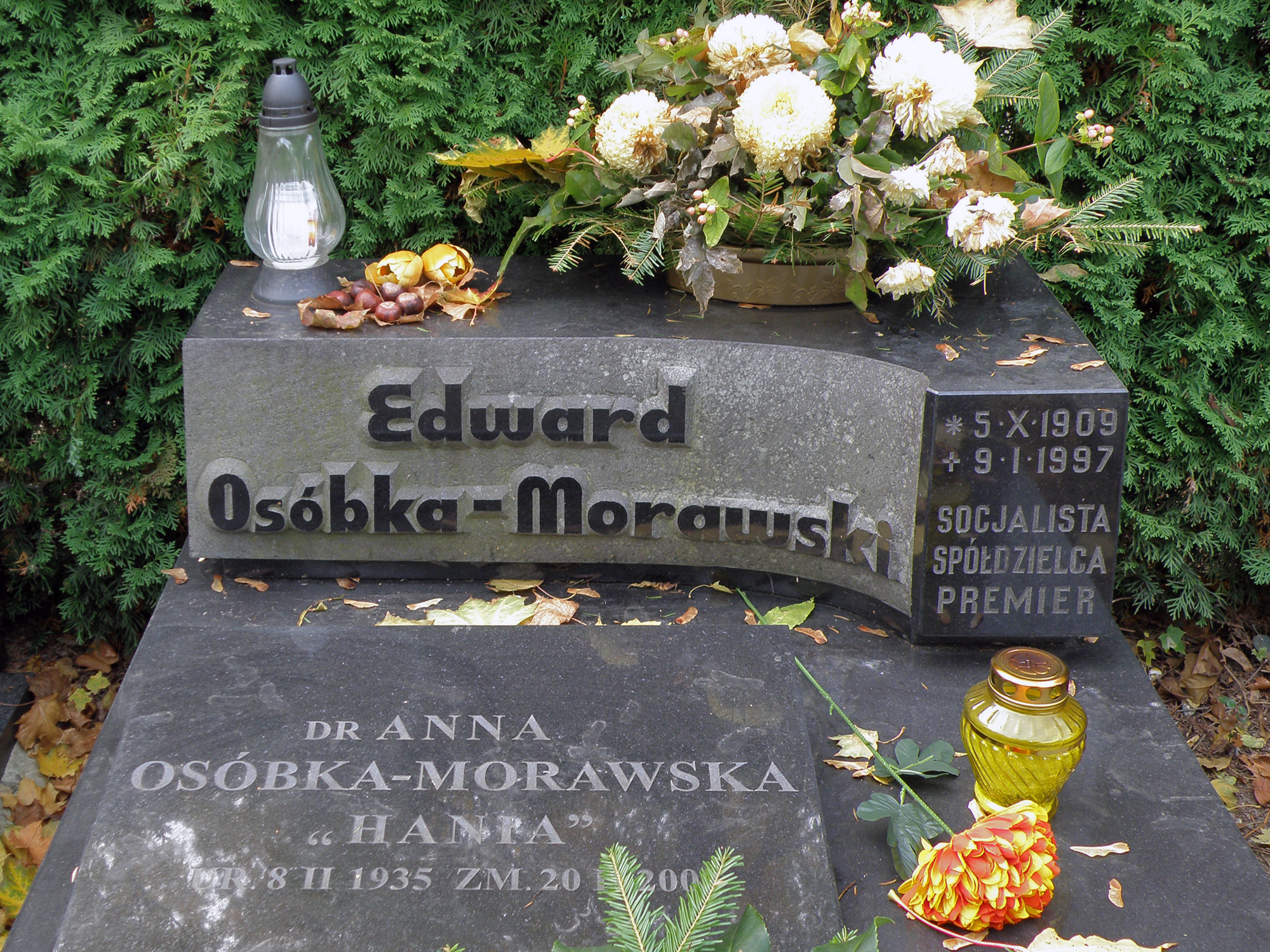
Nagrobek Edwarda Osóbki-Morawskiego

Edward Bolesław Osóbka-Morawski, właśc. Edward Bolesław Osóbka (ur. 5 października 1909 w Bliżynie, zm. 9 stycznia 1997 w Warszawie) – polski spółdzielca i polityk socjalistyczny, przewodniczący Polskiego Komitetu Wyzwolenia Narodowego, premier Rządu Tymczasowego i Tymczasowego Rządu Jedności Narodowej (1944–1947). W 1944 kierownik resortu rolnictwa i reform rolnych PKWN, w latach 1944–1945 kierownik resortu spraw zagranicznych PKWN i minister spraw zagranicznych Rządu Tymczasowego, wiceprzewodniczący i zastępca prezydenta Krajowej Rady Narodowej, od 1947 do 1949 minister administracji publicznej, poseł do KRN oraz na Sejm Ustawodawczy.

## Życiorys

### Pochodzenie i młode lata
Syn Marcelego i Antoniny. Pochodził z wielodzietnej rodziny robotniczej, po śmierci ojca w 1914 rodzina utrzymywała się z pracy na roli oraz w tartaku. W latach 1918–1923 uczęszczał do Szkoły Powszechnej w Bliżynie, a następnie podjął pracę przy budowie fabryki amunicji w Skarżysku-Kamiennej.

### Początki działalności politycznej
W 1925 objął posadę praktykanta gminnego. W 1928 przeniósł się do Końskich i podjął pracę w urzędzie gminy w Duraczowie; wówczas też wstąpił do Polskiej Partii Socjalistycznej i Towarzystwa Uniwersytetów Robotniczych. W 1934 za uprawianie agitacji przed wyborami samorządowymi został, na mocy decyzji wojewody kieleckiego, pozbawiony pracy. Następnie wyjechał do Wielunia, gdzie otrzymał posadę w Spółdzielczej Centrali Handlowej. Podjął tam także działalność w organizacjach o charakterze lewicowym, za co został ponownie zmuszony do zmiany miejsca pobytu – na podstawie ustawy O granicach państwa, według której władze mogły nakazać usunięcie z pasa przygranicznego osób karanych (Był wówczas prawomocnie skazany na rok więzienia za przestępstwo prasowe).
W 1936 przybył do Warszawy, gdzie z ramienia Warszawskiej Spółdzielni Mieszkaniowej wszedł w skład zarządu warszawskiego oddziału Związków Zawodowych Pracowników Spółdzielczych. Był członkiem Zarządu Stowarzyszenia „Szklane Domy”, Okręgowej Rady „Społem”, Zarządu Towarzystwa Wolnomyślicieli, redakcji „Chłopskiej Prawdy” oraz sekretarzem Centralnej Sekcji Spółdzielczej przy Zarządzie Głównym TUR. W 1938 założył Spółdzielnię Spożywców „Wyzwolenie”, której był prezesem do 1939. W spółdzielni zatrudnił (jako księgowego) Bolesława Bieruta, a w żoliborskiej komórce PPS współdziałał m.in. z Wandą Wasilewską. W 1938 rozpoczął naukę w Wolnej Wszechnicy Polskiej w Warszawie na Wydziale Prawa i Ekonomii.

### Działalność w czasie II wojny światowej
Po agresji III Rzeszy na Polskę działał w Batalionach Obrony Warszawy i kierował zaopatrzeniem Spółdzielni Spożywców „Wyzwolenie”. Po 5 października 1939 przekroczył niemiecko-sowiecką linię demarkacyjną, zatrzymując się w Hajnówce, skąd za zgodą sowieckich władz okupacyjnych wyjeżdżał w sprawach zaopatrzeniowych do różnych miejscowości na terytorium okupacji sowieckiej. Pod koniec grudnia 1939 powrócił do Warszawy i nawiązał współpracę z Adamem Próchnikiem i jego grupą „żoliborskich socjalistów”, organizując ugrupowania rywalizujące z utworzonym przez działaczy PPS Polską Partią Socjalistyczną – Wolność, Równość, Niepodległość (PPS-WRN), konspiracyjną kontynuacją Polskiej Partii Socjalistycznej.
W maju 1941 wstąpił do organizacji „Barykada Wolności”, a po aresztowaniu jej przywódców przez Niemców wraz ze Stanisławem Chudobą przejął nad nią kontrolę. 1 września 1941 wszedł do 6-osobowego kierownictwa organizacji Polscy Socjaliści i był jej członkiem Komitetu Centralnego, utworzonej w wyniku połączenia kilku grup lewicowo-socjalistycznych, konkurencyjnych wobec WRN. Na II zjeździe w kwietniu 1943, gdy PS zmieniło nazwę na Robotnicza Partia Polskich Socjalistów, został skarbnikiem jej Komitetu Centralnego. Partia ta na swoim III zjeździe we wrześniu 1943 za podstawę programową przyjęła walkę o Polską Republikę Socjalistyczną, a jednocześnie odrzuciła możliwość współpracy ze ZSRR i Polską Partią Robotniczą, argumentując to tym, że ZSRR żywi tendencje zaborcze, a PPR jest partią politycznie niesamodzielną i utworzoną z inspiracji czynników radzieckich. Wystąpił przeciwko tym uchwałom, mimo ostrzeżeń, że PPR ma charakter agenturalny, stał się rzecznikiem porozumienia i współpracy z tą partią. Z powodu takiej postawy został usunięty z Komitetu Centralnego RPPS. Zdołał jednak skupić wokół siebie część działaczy, dla których opracował podstawę programową, tzw. „plan Tadeusza”, zakładający m.in. przyjęcie propozycji PPR z 1 kwietnia 1943 – utworzenia jednolitego frontu partii robotniczych oraz włączenia do koalicji radykalnych ludowców w celu utworzenia sojuszu robotniczo-chłopskiego. Podjął następnie rozmowy z PPR i już w październiku 1943 zawarł porozumienie z Władysławem Gomułką i Aleksandrem Kowalskim.
31 grudnia 1943 wziął udział w spotkaniu założycielskim Krajowej Rady Narodowej, zostając jej wiceprzewodniczącym. 16 marca 1944 przewodniczył, wspólnie z Marianem Spychalskim, delegacji KRN, jaka wyruszyła przez linię frontu do Moskwy w celu nawiązania kontaktów z komunistami polskimi przebywającymi w ZSRR, do Moskwy dotarła ona dopiero 16 maja 1944, a 22 maja została przyjęta przez Józefa Stalina, który uznał KRN za przedstawicielstwo narodu polskiego. Przebywał w ZSRR do 27 lipca 1944, w tym samym dniu podpisał tajne porozumienie z Wiaczesławem Mołotowem w sprawie uznania linii Curzona za wschodnią granicę Polski, a następnie, jako przewodniczący powołanego w Moskwie Polskiego Komitetu Wyzwolenia Narodowego. Był również kierownikiem resortu spraw zagranicznych oraz kierownikiem resortu rolnictwa i reform rolnych PKWN.
5 sierpnia 1944 w rozmowie ze Stanisławem Mikołajczykiem zaprzeczył, jakoby w Warszawie wybuchło powstanie: Żadnych walk w Warszawie nie było. W Warszawie panuje zupełny spokój. Jednak już 1 września, przemawiając w Lublinie, obarczył odpowiedzialnością za wybuch powstania rząd RP na uchodźstwie, stwierdzając: Tragedia Warszawy to również złowrogi wynik nieodpowiedzialnej i podstępnej gry, podjętej przez klikę sanacyjną, która z brudnych pobudek żądzy władzy nad narodem dała hasło do przedwczesnej, nieprzygotowanej, beznadziejnej i nieuzgodnionej z sojusznikami walki powstańczej. 11 września 1944 podczas obrad KRN, omawiając dotychczasowy sukces rządów PKWN, potępił zwolenników rządu londyńskiego: Na szczęście w narodzie naszym jest tylko garstka warchołów, od których cały naród odwraca się z odrazą i wzgardą. Szeregi ludzi dobrej woli, którzy dotychczas ulegali podszeptom tej gry bankrutów, topnieją z każdym dniem i najbliższe tygodnie pokażą, że bankruci londyńscy są zupełnie sami, odizolowani całkowicie od narodu.

### Premier Rządu Tymczasowego RP
31 grudnia 1944 został premierem Rządu Tymczasowego w jaki został przekształcony PKWN decyzją polityczną Józefa Stalina (formalnie w trybie dekretu KRN). W odezwie Do ludności wyzwolonej Warszawy pisał: Władzę w stolicy objął Rząd Tymczasowy, prawowity Rząd Polski, wyłoniony przez Krajową Radę Narodową na podstawie konstytucji z 1921 roku. [...] Odrzućcie precz podszepty rozbijaczy jedności narodowej, reakcyjnych bankrutów politycznych, sprawców naszych klęsk i nieszczęść narodowych, winowajców tragicznego powstania we wrześniu ubiegłego roku, podżegaczy wojny domowej z AK i NSZ.
W przemówieniu w Polskim Radiu mówił o Stalinie i Armii Czerwonej: Nie ma słów, którymi można by wyrazić ogrom szczęścia, jakie przepełnia serce każdego z nas, nie ma słów, którymi można by wyrazić w całej pełni podziękowanie i hołd naszej wyzwolicielce, bohaterskiej Armii Czerwonej, i jej genialnemu wodzowi, Marszałkowi Stalinowi.
21 kwietnia 1945 podpisał w Moskwie ze Stalinem Układ o przyjaźni, pomocy wzajemnej i współpracy powojennej pomiędzy Rzecząpospolitą Polską a ZSRR, jak również szereg innych porozumień.
W czerwcu 1945, po konferencji moskiewskiej z udziałem Stanisława Mikołajczyka, w wyniku ustaleń konferencji jałtańskiej objął funkcję premiera Tymczasowego Rządu Jedności Narodowej, mającego sprawować władzę do wolnych demokratycznych wyborów w Polsce.

### Na bocznym torze
W latach 1944–1947 przewodniczący Centralnego Komitetu Wykonawczego „lubelskiej” PPS, a do 1948 członek CKW i członek Rady Naczelnej. Od 1945 do 1947 był członkiem komisji politycznej CKW PPS. Nie wziął udziału w kongresie zjednoczeniowym PPR i PPS. W 1947 uzyskał mandat posła na Sejm Ustawodawczy oraz został ministrem administracji publicznej, 20 kwietnia 1949 został odwołany z rządu Józefa Cyrankiewicza. Do 1968 był dyrektorem Centralnego Zarządu Uzdrowisk. W 1956 wstąpił do Polskiej Zjednoczonej Partii Robotniczej, z której wystąpił w 1970. W 1990 podjął próbę reaktywacji PPS, jednak założona przez niego partia, jedna z kilku o tej nazwie, nie odegrała żadnej roli w polityce.

### Życie prywatne
Od 1944 był mężem Wisły Pankiewicz. Jego drugą żoną była Anna „Hania” Osóbka. Został pochowany na cmentarzu Wojskowym na Powązkach w Warszawie (kwatera A3 tuje-3-47).

## Publikacje
- Trudna droga. Od Piłsudskiego do Stalina. Fragmenty wspomnień. Redakcja „Tydzień Robotnika”. Terra Zakład Wydawnictw i Reklamy, Tadeusz Jędruszak, 1992. Brak numerów stron w książce

## Ordery i odznaczenia
- Krzyż Wielki Orderu Odrodzenia Polski (19 lipca 1946)[21]
- Order Krzyża Grunwaldu I klasy (1945)[22]
- Order Krzyża Grunwaldu III klasy (30 kwietnia 1944)[23]
- Krzyż Partyzancki (12 czerwca 1946)[24]
- Medal za Warszawę 1939–1945 (17 stycznia 1946)[25]
- Medal Zwycięstwa i Wolności 1945 (9 maja 1946)
- Odznaka Kościuszkowska (1946)[26]
- Pamiątkowy Medal z okazji 40 rocznicy powstania Krajowej Rady Narodowej (1983)[27]
- Order Wyzwolenia Narodowego (Jugosławia, 1946)[28]
- Krzyż Wielki Orderu Lwa Białego (Czechosłowacja, 1947)[29]